# 恒敬
恒敬（？—1832年），原名恒敏，伊尔根觉罗氏，满洲正蓝旗人，历任叶尔羌办事大臣等职。

## 生平
嘉庆初年，恒敬担任四川打箭炉同知。因管理军需粮饷有功，升任绥定知府。之后陆续升官至江宁布政使。道光初年，授光禄寺卿，充任哈密办事大臣。清军征张格尔，命恒敬督办转运、铸钱购粮、增设台站等补给任务。道光七年(1827年)，调任乌什办事大臣，奉命赴喀什噶尔处理善后事宜，授叶尔羌办事大臣。当时迁建新城于罕那里克，恒敬开垦荒田，每年增粮供防兵二千口食用，又于城西北角选荒地一百余里，水土肥饶，上疏请求试垦。壁昌继任后，才开垦完毕，因此史书有言，“当壁昌初莅叶尔羌，实继恒敬之后”。道光八年(1828年)，恒敬因病乞归。不久，授正白旗汉军副都统，任西宁办事大臣。道光十二年(1832年)，病卒。

## 家庭
- 女伊爾根覺羅氏，侧福晋嫁和碩怡恪親王奕勳。

## 引注
1. 1 2 3 4  赵尔巽等 1998，第11847頁
2. 1 2 3 4 5 6  赵尔巽等 1998，第11848頁
3. ↑   參: